# 영도구 (1988년 선거구)
영도구는 대한민국의 옛 국회의원 선거구이다. 당시 부산광역시 영도구 지역을 관할했다.

## 역사
제13대 국회의원 선거를 앞두고 중구·동구·영도구 선거구에서 영도구 지역이 독립되어 단독 선거구를 이루게 되면서 신설되었다.
제20대 국회의원 선거를 앞두고 부산 원도심 지역 선거구 개편이 이루어지면서 중구·동구 선거구 중 중구 지역과 통합되어 중구·영도구 선거구를 이루게 됨에 따라 폐지되었다.

## 역대 국회의원
| 선거   | 정당 | 정당       | 의원   |
| ------ | ---- | ---------- | ------ |
| 1988년 |      | 통일민주당 | 김정길 |
| 1992년 |      | 민주자유당 | 김형오 |
| 1996년 |      | 신한국당   | 김형오 |
| 2000년 |      | 한나라당   | 김형오 |
| 2004년 |      | 한나라당   | 김형오 |
| 2008년 |      | 한나라당   | 김형오 |
| 2012년 |      | 새누리당   | 이재균 |
| 2013년 |      | 새누리당   | 김무성 |

## 역대 선거 결과

### 대한민국 제13대 국회의원 선거
|  | 47.28% |

|  | 17.41% |

|  | 16.89% |

|  | 11.90% |

|  | 4.58% |

|  | 1.91% |

### 대한민국 제14대 국회의원 선거
|  | 41.34% |

|  | 25.14% |

|  | 18.66% |

|  | 11.80% |

|  | 3.05% |

### 대한민국 제15대 국회의원 선거
|  | 42.13% |

|  | 20.15% |

|  | 13.06% |

|  | 11.52% |

|  | 9.39% |

|  | 2.94% |

|  | 0.77% |

### 대한민국 제16대 국회의원 선거
|  | 53.42% |

|  | 29.13% |

|  | 16.86% |

|  | 0.57% |

### 대한민국 제17대 국회의원 선거
|  | 48.37% |

|  | 45.24% |

|  | 5.67% |

|  | 0.69% |

### 대한민국 제18대 국회의원 선거
|  | 43.46% |

|  | 41.74% |

|  | 9.53% |

|  | 4.12% |

|  | 1.13% |

### 대한민국 제19대 국회의원 선거
|  | 43.80% |

|  | 37.64% |

|  | 15.79% |

|  | 2.75% |

### 2013년 대한민국 재보궐선거
|  | 65.72% |

|  | 22.31% |

|  | 11.95% |